# Тоитъёган
Тоитъёган (устар. Тоит-Юган) — река в Шурышкарском районе Ямало-Ненецкого АО. Устье реки находится на 260-м км правого берега реки Куноват. Длина реки составляет 122 км. Площадь водосборного бассейна — 1540 км².

## Притоки
- 12 км: река без названия (пр)
- Сэрвонтсоим (лв)
- 45 км: Ай-Уншисоим (пр)
- 56 км: Ун-Уншисоим (пр)
- 66 км: Озёрная (лв)
- 71 км: Хулсортыёган (лв)
- 95 км: Уншиёган (пр)

## Данные водного реестра
По данным государственного водного реестра России относится к Нижнеобскому бассейновому округу, водохозяйственный участок реки — Обь от впадения реки Северная Сосьва до города Салехард, речной подбассейн реки — бассейны притоков Оби ниже впадения Северной Сосьвы. Речной бассейн реки — (Нижняя) Обь от впадения Иртыша.
Код объекта в государственном водном реестре — 15020300112115300022737.